# شيرمان كوليدغ
شيرمان كوليدغ (بالإنجليزية: Sherman Coolidge)‏ هو قسيس أمريكي، ولد في 1862، وتوفي في 24 يناير 1932.